# پیتیگورسک
پیتیگورسک (به روسی: Пятигорск) یک شهرستان در سرزمین استاوروپول واقع در رودخانه پادکوموک است، در حدود ۲۰ کیلومتری (۱۲ مایل) از شهر مینرالنیه وودی یک فرودگاه بین‌المللی در حدود ۴۵ کیلومتر (۲۸ مایل) از کیسلوفودسک وجود دارد. از ۱۹ ژانویه سال ۲۰۱۰، مرکز اداری منطقه فدرال قفقاز شمالی روسیه بوده است. جمعیت این شهر ۱۴۲٬۵۱۱ نفر طبق (سرشماری سال ۲۰۱۰)، ۱۴۰۵۵۹ نفر (سرشماری سال ۲۰۰۲) ۱۲۹٬۴۹۹ نفر (سرشماری سال ۱۹۸۹) ۱۴۲,۵۱۱ (بر طبق سرشماری سال ۲۰۱۰)؛ ۱۴۰,۵۵۹ (سرشماری سال ۲۰۰۲)؛ ۱۲۹٬۴۹۹ (سرشماری سال ۱۹۸۹). بوده است.